# Glenda León
Glenda León (La Habana, Cuba, 1976) es una artista cubana reconocida internacionalmente. Su obra ha recibido premios como The Pollock-Krasner Foundation Award y residencias como las del Couvent des Recollets, en París, y la Fonderie Darling, en Montreal. Asimismo es parte de importantes colecciones públicas como las del Centro Nacional de Arte y Cultura Georges Pompidou, el Museo de Bellas Artes de Montreal y el Museo de Bellas Artes de Houston, USA.

## Historia
Glenda León comenzó sus estudios de artes plásticas desde los 12 años, aunque sólo comenzó a exponer de modo profesional hasta el año 1999. Antes estudió Ballet Clásico y cursó estudios de Filología en la Universidad de La Habana, graduándose finalmente de Historia del Arte. Desde los inicios su obra resultó novedosa para el contexto artístico cubano por su acercamiento al conceptualismo de un modo particularmente femenino. La utilización de flores naturales y artificiales, de texto, de sonido y de materiales como el pelo y el chicle estaban presentes en estos primeros trabajos.
Algunas de sus instalaciones más conocidas son Mundo Interpretado, Tiempo Perdido y los videos Inversión, Cada Respiro y Destino.
Participó en el Primer Festival Nacional de Video Arte en la Fundación Ludwig de Cuba en 2001.
En el año 2013 es parte del Pabellón Cubano en la 55 Bienal de Venecia con la obra Música de las Esferas, una partitura redonda superpuesta al sistema solar, y donde cada planeta se convierte en una nota musical. Este sonido es tocado por una caja de música que está suspendida del techo dentro de una esfera de cristal.
En el año 2022 participa en la Segunda Edición de La Iberoamericana de Toro.
Su obra ha sido publicada en diversas revistas, catálogos y periódicos como Bomb Magazine, ArtNexus, ArtForum, ArteCubano entre otras. 